# Schildeck
Schildeck ist ein Gemeindeteil des Marktes Schondra im unterfränkischen Landkreis Bad Kissingen in Bayern.

## Geographische Lage
Das Dorf Schildeck befindet sich nördlich von Schondra. Westlich des Ortes verläuft die Bundesautobahn 7, die nordwärts zur Anschlussstelle Bad Brückenau/Wildflecken 95 und südwärts zur Anschlussstelle Bad Kissingen/Oberthulba 96 führt. Durch den Ort verläuft die Bundesstraße 286, die nördlich von Schildeck mit der A 7 die Anschlussstelle Bad Brückenau/Wildflecken 95 bildet und über Römershag nach Bad Brückenau sowie in südöstlicher Richtung nach Geroda führt.

## Geschichte
Im Jahr 1050 wurde auf dem Schildeckersberg über dem Ort die Burg Schildeck erbaut, an deren Standort möglicherweise ein mittelalterlicher Schafhof entstanden war. Diese wurde im Lauf der Zeit mehrfach verpfändet und im Jahr 1315 zwischen den Hennebergern und dem Kloster Fulda aufgeteilt. Nach ihrer Zerstörung im Dreißigjährigen Krieg bestanden laut einem Steuerregister von 1650 nur noch „Haus und Schloss“, zwei Höfe und eine Schäferei.
Aus dem Jahr 1866 stammt die im Süden des Ortes gelegene Einigkeitskapelle. Im Jahr 1968 entstand an der A 7 eine Ausfahrt nach Schildeck. Im Jahr 1988 wurde im Ort ein Industriegebiet begründet, das in der Folgezeit stetige Vergrößerungen erfuhr.
Am 1. Mai 1978 wurde Schildeck im Rahmen der Gebietsreform in Bayern ein Gemeindeteil von Schondra.